# Euroleague Basketball 2018-2019 - Final Four
Le Final Four della Euroleague Basketball 2018-2019 sono state la 62ª edizione delle finali del principale torneo di pallacanestro per club, la 19ª edizione da quando la competizione viene organizzata dalla Euroleague Basketball. È stata la 32ª Final Four della moderna EuroLeague e la 34ª edizione della competizione che si è conclusa con il formato della finale a quattro squadre.
Le partite della Final Four 2019 si sono svolte alla Fernando Buesa Arena di Vitoria-Gasteiz il 17 ed il 19 maggio 2019.

## Sede
Il 15 maggio 2017, Euroleague Basketball annuncia che le Final Four per la stagione 2018-2019 si terranno alla Fernando Buesa Arena di Vitoria-Gasteiz.
| Vitoria-Gasteiz        | Vitoria-Gasteiz (Europa) |
| Fernando Buesa Arena   | Vitoria-Gasteiz (Europa) |
| Posti a sedere: 15.716 | Vitoria-Gasteiz (Europa) |
|                        | Vitoria-Gasteiz (Europa) |

## Percorso verso le Final Four
| Squadra      | Regular season | Regular season | Regular season |                 | Play-off | Play-off |
| Squadra      | Gruppo         | V              | P              | Avversaria      | Serie    |          |
| ------------ | -------------- | -------------- | -------------- | --------------- | -------- | -------- |
| Fenerbahçe   | 1ª             | 25             | 5              | Žalgiris Kaunas | 3 – 1    |          |
| CSKA Mosca   | 2ª             | 24             | 6              | Saski Baskonia  | 3 – 1    |          |
| Real Madrid  | 3ª             | 22             | 8              | Panathīnaïkos   | 3 – 0    |          |
| Anadolu Efes | 4ª             | 20             | 10             | Barcellona      | 3 – 2    |          |

### Tabellone
|  | Semifinali   | Semifinali   | Semifinali |            |              | Finale          | Finale          | Finale          |  |
|  |              |              |            |            |              |                 |                 |                 |  |
|  | Fenerbahçe   | Fenerbahçe   | 73         |            |              |                 |                 |                 |  |
|  | Fenerbahçe   | Fenerbahçe   | 73         |            |              |                 |                 |                 |  |
|  | Anadolu Efes | Anadolu Efes | 92         |            |              |                 |                 |                 |  |
|  | Anadolu Efes | Anadolu Efes | 92         |            | Anadolu Efes | Anadolu Efes    | 83              |                 |  |
|  |              |              |            |            | Anadolu Efes | Anadolu Efes    | 83              |                 |  |
|  |              |              | CSKA Mosca | CSKA Mosca | 91           |                 |                 |                 |  |
|  | CSKA Mosca   | CSKA Mosca   | CSKA Mosca | CSKA Mosca | 91           | 95              |                 |                 |  |
|  | CSKA Mosca   | CSKA Mosca   |            |            |              | 95              |                 |                 |  |
|  | Real Madrid  | Real Madrid  | 90         |            |              | Finale 3º posto | Finale 3º posto | Finale 3º posto |  |
|  | Real Madrid  | Real Madrid  | 90         |            |              |                 |                 |                 |  |
|  |              |              |            |            |              |                 |                 |                 |  |
|  |              |              |            |            |              | Fenerbahçe      | Fenerbahçe      | 75              |  |
|  |              |              |            |            |              | Fenerbahçe      | Fenerbahçe      | 75              |  |
|  |              |              |            |            |              | Real Madrid     | Real Madrid     | 94              |  |

## Semifinali

### Fenerbahçe - Anadolu Efes
| Arbitri: | Luigi Lamonica Oļegs Latiševs Mehdi Difallah |

|                               |            |                                |
| Veselý 14 Green 13 Kalinić 12 | Punti      | 30 Larkin 25 Micić 10 Anderson |
| Gudurić 6                     | Assist     | 7 Larkin                       |
| Melli 4                       | Rimbalzi   | 10 Dunston                     |
| Željko Obradović              | Allenatori | Ergin Ataman                   |

| Quintetto titolare | Quintetto titolare | Quintetto titolare | Pt   | Rim  | Ass  |
| ------------------ | ------------------ | ------------------ | ---- | ---- | ---- |
| P                  | 35                 | Bobby Dixon        | 4    | 2    | 3    |
| PG                 | 1                  | Erick Green        | 13   | 0    | 1    |
| GA                 | 23                 | Marko Gudurić      | 8    | 2    | 6    |
| AG                 | 4                  | Nicolò Melli       | 9    | 4    | 2    |
| C                  | 44                 | Ahmad al-Dwairi    | 0    | 2    | 1    |
| Panchina:          |                    |                    |      |      |      |
| A                  | 5                  | Barış Hersek       | n.e. | n.e. | n.e. |
| G                  | 10                 | Melih Mahmutoğlu   | 5    | 3    | 1    |
| AP                 | 12                 | Nikola Kalinić     | 12   | 3    | 2    |
| A                  | 13                 | Tarık Biberovic    | 0    | 0    | 0    |
| PG                 | 16                 | Kōstas Sloukas     | 8    | 3    | 2    |
| AG                 | 24                 | Jan Veselý         | 14   | 2    | 2    |
| G                  | 32                 | Sinan Güler        | 0    | 0    | 0    |
| Allenatore:        |                    |                    |      |      |      |
| Željko Obradović   |                    |                    |      |      |      |

| Fenerbahçe |  | Anadolu Efes |

| Fenerbahçe    | Statistiche        | Anadolu Efes  |
| ------------- | ------------------ | ------------- |
|               | Statistiche        |               |
| 21/42 (50%)   | Tiro da 2          | 17/30 (50.7%) |
| 6/21 (28.6%)  | Tiro da 3          | 14/32 (43.8%) |
| 13/16 (81.3%) | Tiri liberi        | 16/20 (80%)   |
| 6             | Rimbalzi offensivi | 12            |
| 19            | Rimbalzi difensivi | 31            |
| 25            | Rimbalzi totali    | 43            |
| 20            | Assist             | 13            |
| 5             | Palle perse        | 10            |
| 5             | Palle rubate       | 5             |
| 2             | Stoppate           | 1             |
| 24            | Falli              | 18            |

| Quintetto titolare | Quintetto titolare | Quintetto titolare | Pt   | Rim  | Ass  |
| ------------------ | ------------------ | ------------------ | ---- | ---- | ---- |
| P                  | 0                  | Shane Larkin       | 30   | 7    | 7    |
| P                  | 22                 | Vasilije Micić     | 25   | 5    | 1    |
| G                  | 44                 | Krunoslav Simon    | 0    | 1    | 0    |
| AG                 | 18                 | Adrien Moerman     | 7    | 5    | 2    |
| C                  | 42                 | Bryant Dunston     | 9    | 10   | 0    |
| Panchina:          |                    |                    |      |      |      |
| P                  | 1                  | Rodrigue Beaubois  | 2    | 2    | 2    |
| P                  | 4                  | Doğuş Balbay       | 0    | 0    | 0    |
| AG                 | 12                 | Brock Motum        | 9    | 4    | 0    |
| C                  | 15                 | Sertaç Şanlı       | n.e. | n.e. | n.e. |
| G                  | 19                 | Buğrahan Tuncer    | n.e. | n.e. | n.e. |
| C                  | 21                 | Tibor Pleiß        | 0    | 2    | 1    |
|                    | 23                 | James Anderson     | 10   | 5    | 0    |
| Allenatore:        |                    |                    |      |      |      |
| Ergin Ataman       |                    |                    |      |      |      |

### CSKA Mosca - Real Madrid
| Arbitri: | Matej Boltauzer Borys Ryzhyk Anne Panther |

|                                             |            |                                 |
| de Colo, Rodríguez 23 Clyburn 18 Higgins 11 | Punti      | 18 Causeur 13 Llull 12 Randolph |
| Rodríguez 4                                 | Assist     | 6 Campazzo                      |
| Clyburn, Hunter, Peters 5                   | Rimbalzi   | 9 Tavares                       |
| Dīmītrīs Itoudīs                            | Allenatori | Pablo Laso                      |

| Quintetto titolare | Quintetto titolare | Quintetto titolare | Pt   | Rim  | Ass  |
| ------------------ | ------------------ | ------------------ | ---- | ---- | ---- |
| PG                 | 1                  | Nando de Colo      | 23   | 4    | 2    |
| G                  | 23                 | Daniel Hackett     | 3    | 3    | 2    |
| AP                 | 21                 | Will Clyburn       | 18   | 5    | 1    |
| A                  | 41                 | Nikita Kurbanov    | 0    | 2    | 0    |
| C                  | 44                 | Othello Hunter     | 8    | 5    | 0    |
| Panchina:          |                    |                    |      |      |      |
| AC                 | 3                  | Joel Bolomboy      | 0    | 0    | 0    |
| A                  | 5                  | Alec Peters        | 3    | 5    | 1    |
| AP                 | 7                  | Ivan Ukhov         | n.e. | n.e. | n.e. |
| P                  | 13                 | Sergio Rodríguez   | 23   | 0    | 4    |
| AG                 | 20                 | Andrej Voroncevič  | n.e. | n.e. | n.e. |
| GA                 | 22                 | Cory Higgins       | 11   | 3    | 1    |
| C                  | 42                 | Kyle Hines         | 6    | 4    | 0    |
| Allenatore:        |                    |                    |      |      |      |
| Dīmītrīs Itoudīs   |                    |                    |      |      |      |

| CSKA Mosca |  | Real Madrid |

| CSKA Mosca    | Statistiche        | Real Madrid   |
| ------------- | ------------------ | ------------- |
|               | Statistiche        |               |
| 17/38 (44.7%) | Tiro da 2          | 24/46 (52.2%) |
| 9/18 (50%)    | Tiro da 3          | 7/24 (29.2%)  |
| 34/42 (81%)   | Tiri liberi        | 21/24 (87.5%) |
| 6             | Rimbalzi offensivi | 11            |
| 25            | Rimbalzi difensivi | 24            |
| 31            | Rimbalzi totali    | 35            |
| 11            | Assist             | 16            |
| 8             | Palle perse        | 8             |
| 2             | Palle rubate       | 4             |
| 2             | Stoppate           | 7             |
| 22            | Falli              | 32            |

| Quintetto titolare | Quintetto titolare | Quintetto titolare | Pt   | Rim  | Ass  |
| ------------------ | ------------------ | ------------------ | ---- | ---- | ---- |
| P                  | 7                  | Facundo Campazzo   | 10   | 2    | 6    |
| G                  | 5                  | Rudy Fernández     | 10   | 2    | 4    |
| GA                 | 44                 | Jeffery Taylor     | 3    | 2    | 1    |
| AC                 | 3                  | Anthony Randolph   | 12   | 5    | 0    |
| C                  | 22                 | Walter Tavares     | 6    | 9    | 0    |
| Panchina:          |                    |                    |      |      |      |
| G                  | 1                  | Fabien Causeur     | 18   | 2    | 1    |
| AG                 | 9                  | Felipe Reyes       | n.e. | n.e. | n.e. |
| C                  | 14                 | Gustavo Ayón       | 2    | 2    | 1    |
| G                  | 20                 | Jaycee Carroll     | 5    | 1    | 0    |
| G                  | 23                 | Sergio Llull       | 13   | 2    | 2    |
| A                  | 24                 | Gabriel Deck       | 2    | 2    | 0    |
| AG                 | 33                 | Trey Thompkins     | 9    | 6    | 1    |
| Allenatore:        |                    |                    |      |      |      |
| Pablo Laso         |                    |                    |      |      |      |

## Finali

### Finale 3º/4º posto
| Arbitri: | Matej Boltauzer Fernando Rocha Mehdi Difallah |

|                                     |          |                                           |
| Sloukas 17 Mahmutoğlu 14 Gudurić 11 | Punti    | 23 Ayón 13 Causeur 12 Campazzo, Thompkins |
| Sloukas 6                           | Assist   | 15 Campazzo                               |
| al-Dwairi 9                         | Rimbalzi | 11 Ayón                                   |

| Quintetto titolare | Quintetto titolare | Quintetto titolare | Pt   | Rim  | Ass  |
| ------------------ | ------------------ | ------------------ | ---- | ---- | ---- |
| G                  | 32                 | Sinan Güler        | 4    | 0    | 2    |
| PG                 | 1                  | Erick Green        | 4    | 0    | 0    |
| GA                 | 23                 | Marko Gudurić      | 11   | 1    | 2    |
| AP                 | 12                 | Nikola Kalinić     | 8    | 3    | 0    |
| C                  | 44                 | Ahmad al-Dwairi    | 4    | 9    | 2    |
| Panchina:          |                    |                    |      |      |      |
| AG                 | 4                  | Nicolò Melli       | 7    | 5    | 0    |
| A                  | 5                  | Barış Hersek       | n.e. | n.e. | n.e. |
| G                  | 10                 | Melih Mahmutoğlu   | 14   | 2    | 3    |
| A                  | 13                 | Tarık Biberovic    | 0    | 0    | 0    |
| PG                 | 16                 | Kōstas Sloukas     | 17   | 1    | 6    |
| AP                 | 18                 | Egehan Arna        | 0    | 1    | 0    |
| AG                 | 24                 | Jan Veselý         | 6    | 0    | 0    |
| Allenatore:        |                    |                    |      |      |      |
| Željko Obradović   |                    |                    |      |      |      |

| Fenerbahçe |  | Real Madrid |

| Fenerbahçe    | Statistiche        | Real Madrid   |
| ------------- | ------------------ | ------------- |
|               | Statistiche        |               |
| 16/32 (50%)   | Tiro da 2          | 23/35 (65.7%) |
| 10/27 (37%)   | Tiro da 3          | 11/21 (52.4%) |
| 13/15 (86.7%) | Tiri liberi        | 15/19 (78.9%) |
| 5             | Rimbalzi offensivi | 6             |
| 18            | Rimbalzi difensivi | 28            |
| 23            | Rimbalzi totali    | 34            |
| 15            | Assist             | 30            |
| 11            | Palle perse        | 7             |
| 7             | Palle rubate       | 12            |
| 2             | Stoppate           | 4             |
| 22            | Falli              | 19            |

| Quintetto titolare | Quintetto titolare | Quintetto titolare | Pt | Rim | Ass |
| ------------------ | ------------------ | ------------------ | -- | --- | --- |
| P                  | 7                  | Facundo Campazzo   | 12 | 3   | 15  |
| G                  | 20                 | Jaycee Carroll     | 8  | 0   | 0   |
| G                  | 5                  | Rudy Fernández     | 6  | 2   | 5   |
| AG                 | 9                  | Felipe Reyes       | 6  | 2   | 0   |
| C                  | 14                 | Gustavo Ayón       | 23 | 11  | 3   |
| Panchina:          |                    |                    |    |     |     |
| G                  | 1                  | Fabien Causeur     | 13 | 2   | 2   |
| AP                 | 16                 | Santiago Yusta     | 2  | 0   | 0   |
| C                  | 22                 | Walter Tavares     | 2  | 4   | 1   |
| G                  | 23                 | Sergio Llull       | 4  | 2   | 1   |
| A                  | 24                 | Gabriel Deck       | 3  | 3   | 0   |
| G                  | 25                 | Klemen Prepelič    | 3  | 0   | 1   |
| AG                 | 33                 | Trey Thompkins     | 12 | 5   | 2   |
| Allenatore:        |                    |                    |    |     |     |
| Pablo Laso         |                    |                    |    |     |     |

### Finale
| Arbitri: | Robert Lottermoser Luigi Lamonica Oļegs Latiševs |

|                               |          |                                        |
| Larkin 29 Simon 15 Dunston 13 | Punti    | 20 Clyburn, Higgins 15 de Colo 9 Hines |
| Micić 5                       | Assist   | 5 Hackett                              |
| Dunston, Simon 10             | Rimbalzi | 5 Clyburn, Kurbanov, Hines             |

| Quintetto titolare | Quintetto titolare | Quintetto titolare | Pt   | Rim  | Ass  |
| ------------------ | ------------------ | ------------------ | ---- | ---- | ---- |
| P                  | 0                  | Shane Larkin       | 29   | 1    | 2    |
| P                  | 22                 | Vasilije Micić     | 10   | 0    | 5    |
| G                  | 23                 | James Anderson     | 7    | 0    | 0    |
| AG                 | 18                 | Adrien Moerman     | 2    | 3    | 0    |
| C                  | 42                 | Bryant Dunston     | 13   | 10   | 2    |
| Panchina:          |                    |                    |      |      |      |
| P                  | 1                  | Rodrigue Beaubois  | 3    | 0    | 0    |
| P                  | 4                  | Doğuş Balbay       | 0    | 0    | 0    |
| AG                 | 12                 | Brock Motum        | 4    | 3    | 0    |
| C                  | 15                 | Sertaç Şanlı       | 0    | 0    | 0    |
| G                  | 19                 | Buğrahan Tuncer    | n.e. | n.e. | n.e. |
| C                  | 21                 | Tibor Pleiß        | 0    | 1    | 0    |
| G                  | 44                 | Krunoslav Simon    | 15   | 10   | 2    |
| Allenatore:        |                    |                    |      |      |      |
| Ergin Ataman       |                    |                    |      |      |      |

| Anadolu Efes |  | CSKA Mosca |

| Anadolu Efes  | Statistiche        | CSKA Mosca    |
| ------------- | ------------------ | ------------- |
|               | Statistiche        |               |
| 15/40 (37.5%) | Tiro da 2          | 17/32 (53.1%) |
| 11/30 (36.7%) | Tiro da 3          | 14/22 (63.6%) |
| 20/22 (90.9%) | Tiri liberi        | 15/18 (83.3%) |
| 19            | Rimbalzi offensivi | 8             |
| 17            | Rimbalzi difensivi | 27            |
| 36            | Rimbalzi totali    | 35            |
| 12            | Assist             | 18            |
| 9             | Palle perse        | 11            |
| 4             | Palle rubate       | 3             |
| 2             | Stoppate           | 2             |
| 22            | Falli              | 22            |

| Quintetto titolare | Quintetto titolare | Quintetto titolare | Pt   | Rim  | Ass  |
| ------------------ | ------------------ | ------------------ | ---- | ---- | ---- |
| PG                 | 1                  | Nando de Colo      | 15   | 4    | 4    |
| G                  | 23                 | Daniel Hackett     | 7    | 3    | 5    |
| AP                 | 21                 | Will Clyburn       | 20   | 5    | 2    |
| A                  | 41                 | Nikita Kurbanov    | 7    | 5    | 3    |
| C                  | 44                 | Othello Hunter     | 7    | 1    | 0    |
| Panchina:          |                    |                    |      |      |      |
| AC                 | 3                  | Joel Bolomboy      | 0    | 2    | 0    |
| A                  | 5                  | Alec Peters        | 0    | 0    | 0    |
| AP                 | 7                  | Ivan Ukhov         | 0    | 0    | 0    |
| P                  | 13                 | Sergio Rodríguez   | 6    | 2    | 0    |
| AG                 | 20                 | Andrej Voroncevič  | n.e. | n.e. | n.e. |
| GA                 | 22                 | Cory Higgins       | 20   | 3    | 2    |
| C                  | 42                 | Kyle Hines         | 9    | 5    | 2    |
| Allenatore:        |                    |                    |      |      |      |
| Dīmītrīs Itoudīs   |                    |                    |      |      |      |

| Vincitrice Euroleague Basketball 2018-2019 |
| ------------------------------------------ |
| CSKA Mosca 8º titolo                       |